# Ninja (Six Flags Magic Mountain)
Pour les articles homonymes, voir Ninja (homonymie).
Ninja sont des montagnes russes à véhicules suspendus du parc Six Flags Magic Mountain, localisé à Valencia près de Santa Clarita en Californie, dans la banlieue nord de Los Angeles, aux États-Unis.
Ce sont les montagnes russes à véhicules suspendus les plus rapides au monde avec leur 88,5 km/h.

## Statistiques
- Capacité : 1 600 personnes par heure
- Trains : trois trains avec sept wagons par train. Les passagers sont placés par deux sur deux rangées pour un total de 28 passagers par train.
- Options : Le train peut s'incliner au total de 110° de gauche à droite.

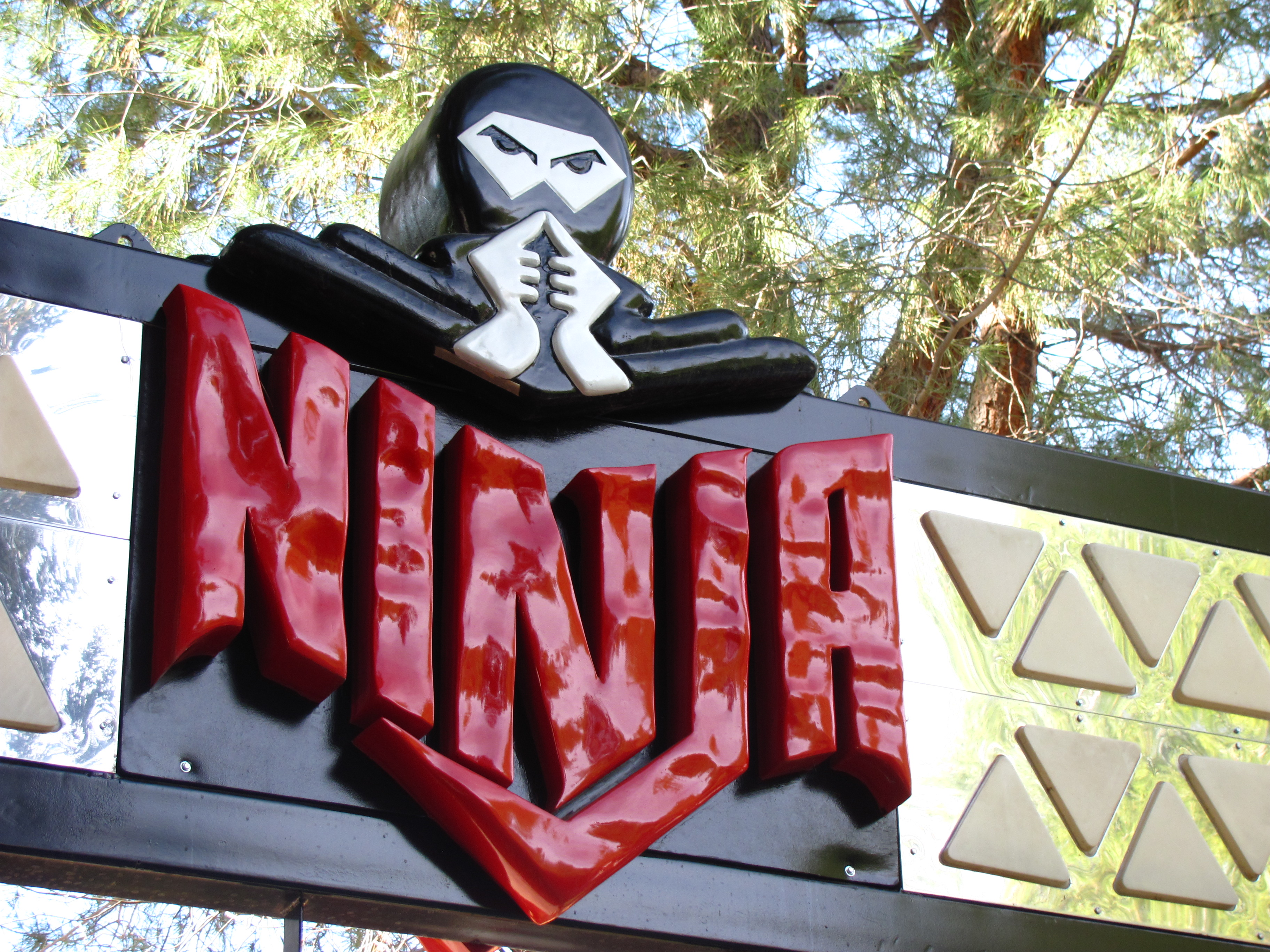
Logo de l'attraction.
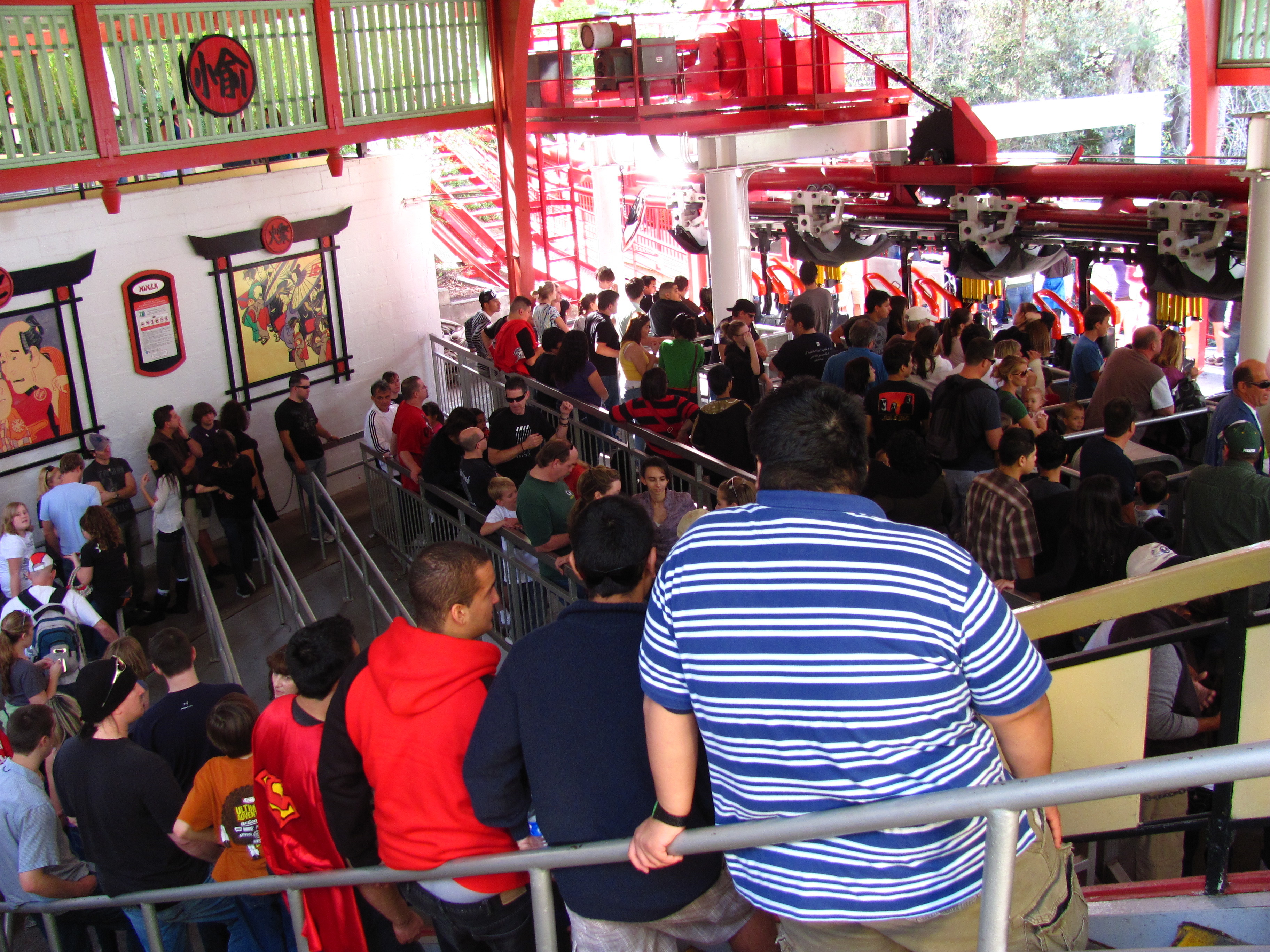
File d'attente.
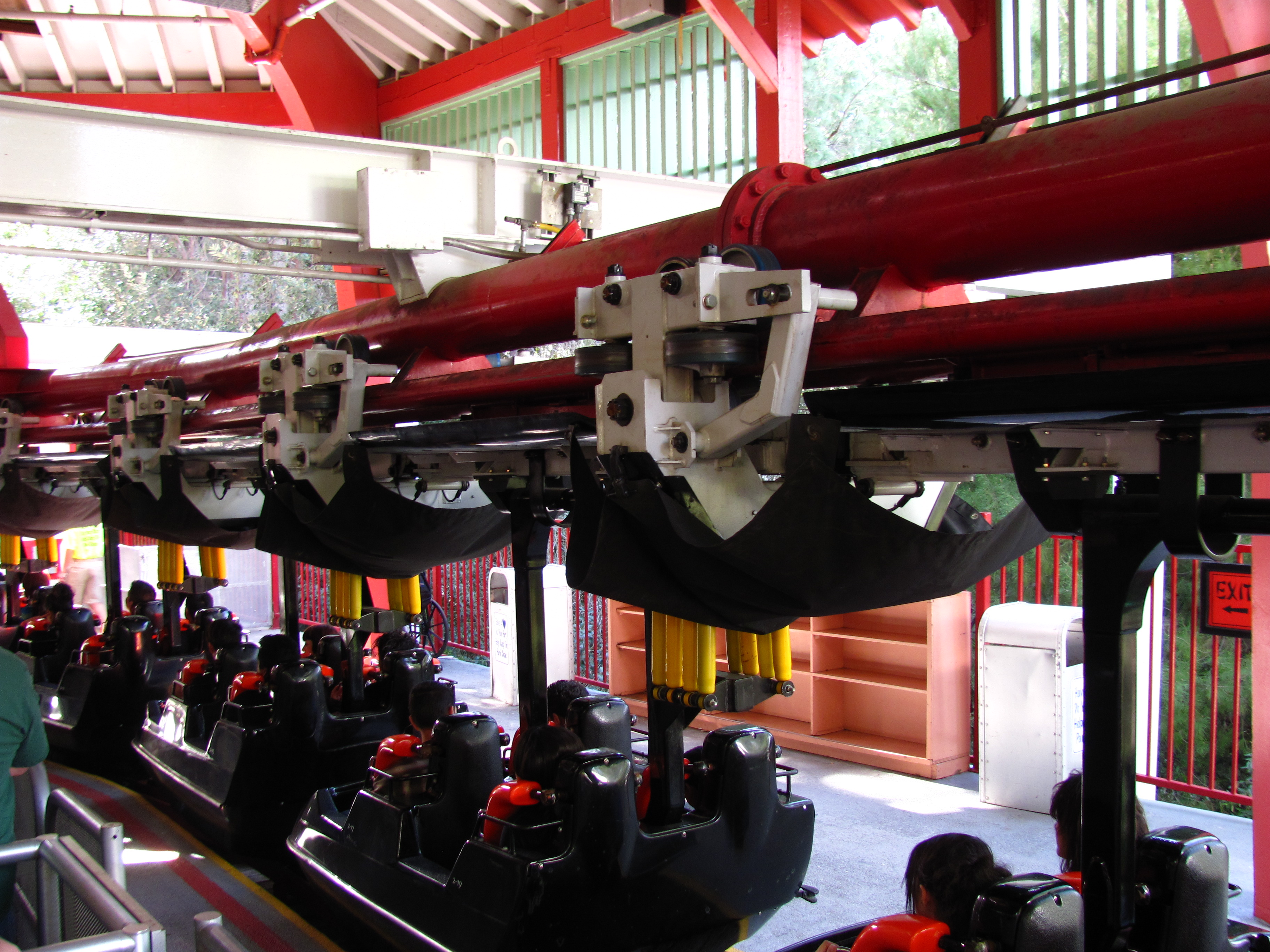
Gare d'embarquement.
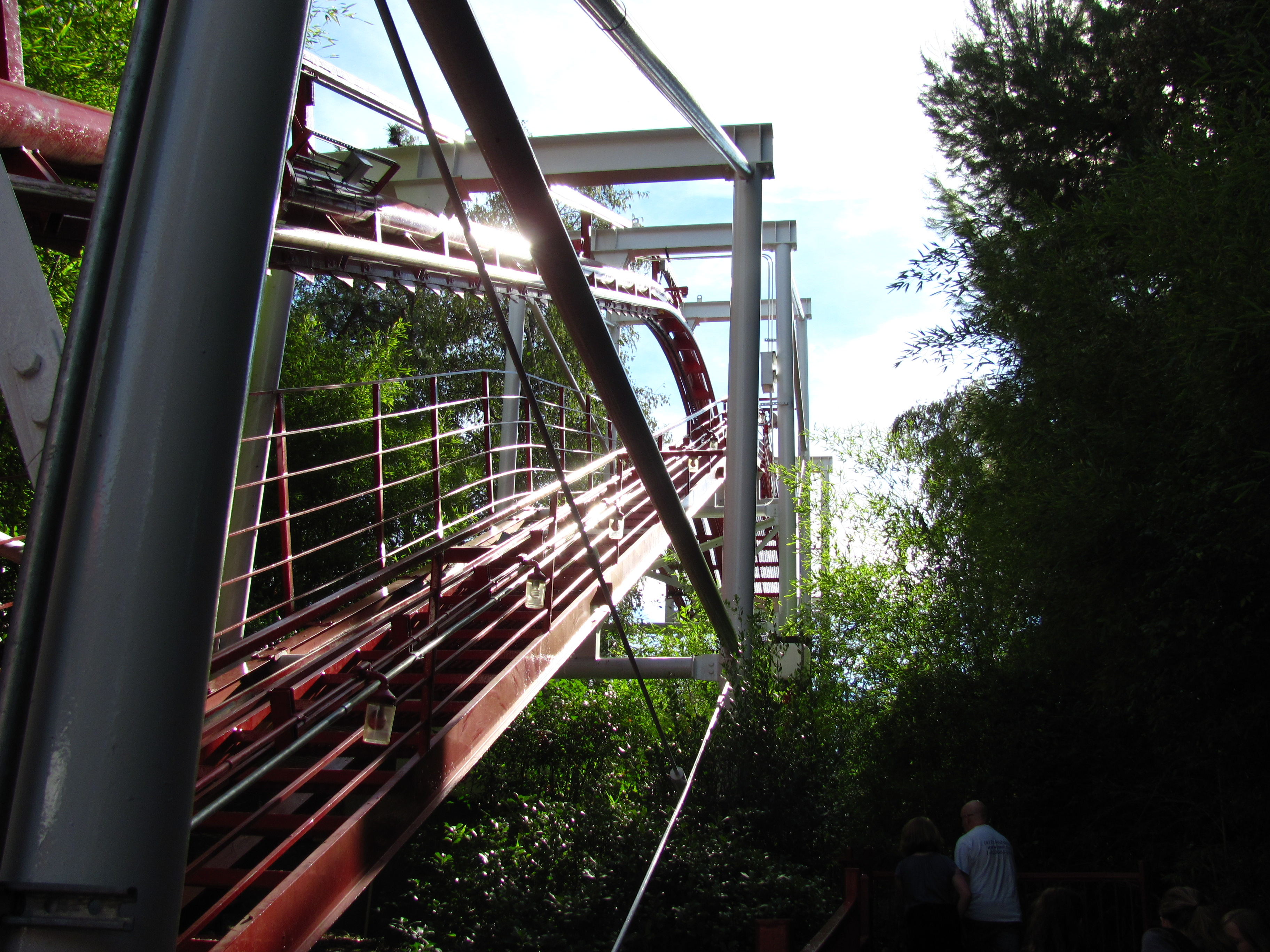
Lift.

## Accident
Un accident a eu lieu sur Ninja le 7 juillet 2014. Une branche d'arbre est tombée sur les rails pour une raison encore inconnue. Le train est passé quelques secondes plus tard et l'a heurtée de plein fouet. Les roues de guidage du premier wagon ont déraillé et l'avant du wagon s'est retrouvé à la verticale. Les 4 passagers du premier wagon ont été transportés à l'hôpital, il n'y a eu heureusement aucune victime.